# جنگل مادیرا
جنگل مادیرا (به پرتغالی:Floresta Laurissilva da Madeira) یک مکان طبیعی است که در سال ۱۹۹۹ میلادی توسط یونسکو به عنوان میراث جهانی اعلام شد. 
این مکان به‌دلیل سایز و کیفیتی که از جنگل بارانی جنب‌حاره‌ای به نمایش گذاشته دارای ارزش فراوانی است. جنگلهای بارانی جنب‌حاره‌ای در گذشته بسیار فراوان بوده‌اند ولی امروزه تقریباً منقرض شده‌اند. دیرین‌گیاه‌شناسی جزیره مادیرا نشان می‌دهد که جنگل بارانی جنب‌حاره‌ای تقریباً ۱.۸ میلیون سال پیش در این مکان وجود داشته‌است.
یونسکو گنجانده‌شدن این مکان در میراث جهانی را به دلیل اینکه این جنگل بزرگترین باقی‌مانده از جنگل بارانی جنب‌حاره‌ای است ذکر کرده، جنگل‌هایی که در گذشته دور تمام اروپا را پوشش میدادند ولی امروزه تقریباً از بین رفته و منقرض شده‌اند. این نوع جنگل مرکز تنوع زیستی گیاهی محسوب می‌شود و دارای گونه‌های کمیاب و بومی منحصربفرد متعددی مانند خزه‌تباران، سرخسها و گیاهان گل‌دار است. کبوتر تروکاز که در گذشته به دلیل نابودی زیستگاهش در معرض انقراض قرارداشت مانند جانداران بسیار دیگر بومی این جنگل است.

## گالری
- جنگل مادیرا
- گذرگاه قدیمی در جنگل مادیرا
- جنگل مه‌آلود